# 14 км (селище)
14 км (рос. 14 км) — селище у складі Юргинського округу Кемеровської області, Росія.

## Населення
Населення — 35 осіб (2010; 36 у 2002).
Національний склад (станом на 2002 рік):
- росіяни — 100 %